# Onithochiton literatus
Onithochiton literatus är en blötdjursart som först beskrevs av Krauss 1848.  Onithochiton literatus ingår i släktet Onithochiton och familjen Chitonidae. Inga underarter finns listade i Catalogue of Life.